# Rue du Ciel
La rue du Ciel (en alsacien : Himmelsgässel) est une rue de Strasbourg rattachée administrativement au quartier Centre. Elle s'ouvre entre la rue des Frères et la place Saint-Étienne, laisse un cul-de-sac au nord (no 7), puis franchit un petit passage avant de rejoindre la rue des Pucelles entre les nos 1 et 3.

## Toponymie
Au fil des siècles, plusieurs dénominations se sont succédé, en allemand et en français : Zu Krumben Ecke (1326),  Krumbeneckengesselin (1401), Himmelrichgesselin (1466), Under dem Schwing oder Schwibbogen der Jungfrawengasse (1580), Himmelrechgässel (1740), rue du Ciel (1786), rue de la Sauge (1794), rue du Royaume des Cieux (1813), rue du Ciel (1817), Himmerreich-Gässlein (1817), Himmelreichgässchen (1870), rue du Ciel (1918), Himmelreichgässchen (1940) et, à nouveau, rue du Ciel en 1945.
Les premières appellations font référence à la topographie particulière, très ancienne, de la voie : Zum Krumben Ecke (« à l'encoignure »), puis Under dem Schwing oder Schwibbogen der Jungfrawengasse (« sous l'arc-boutant de la rue des Pucelles »).

## Histoire
Au milieu du XIXe siècle, Frédéric Piton décrit sans complaisance cette « ruelle étroite, tortueuse, fangeuse et privée d'air, qui passe au-dessous de la propriété Poncet ».

## Bâtiments remarquables
no 2Formant l'angle avec le no 1 de la place Saint-Étienne se trouve une maison à colombages. Elle a probablement été construite pour un boulanger si l'on en croit le bretzel et le petit pain qui se devinent sur un écu bûché. Une date du XVIIe siècle figure sur un autre écu, quoique difficilement lisible. Sur les pans de bois et les fenêtres sculptés figurent quelques motifs de style auriculaire. L'écu du poteau cornier porte des initiales et le millésime 1711, rajoutés ultérieurement.
Les façades et les toitures font l'objet d'une inscription au titre des monuments historiques depuis 1931.

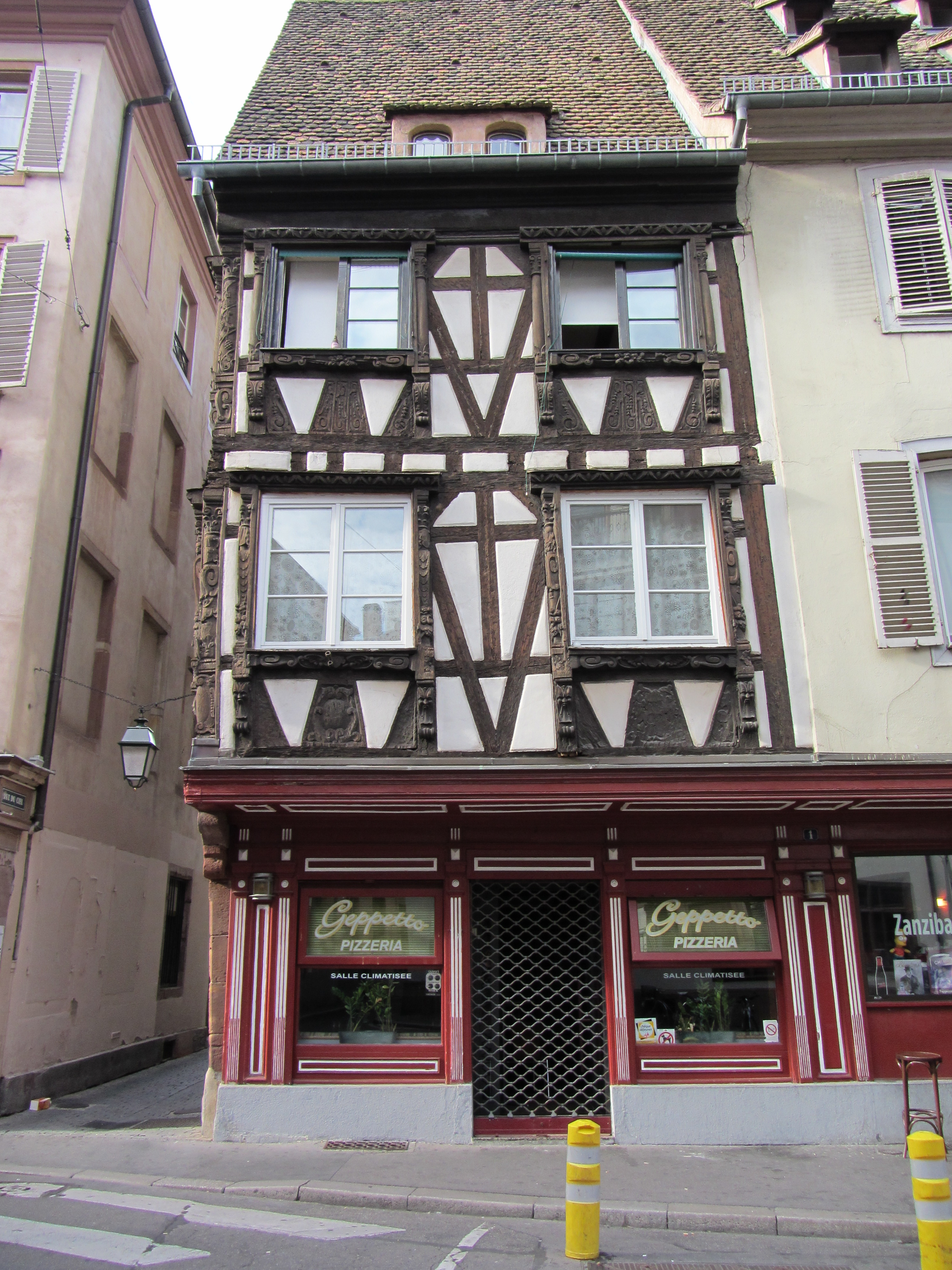
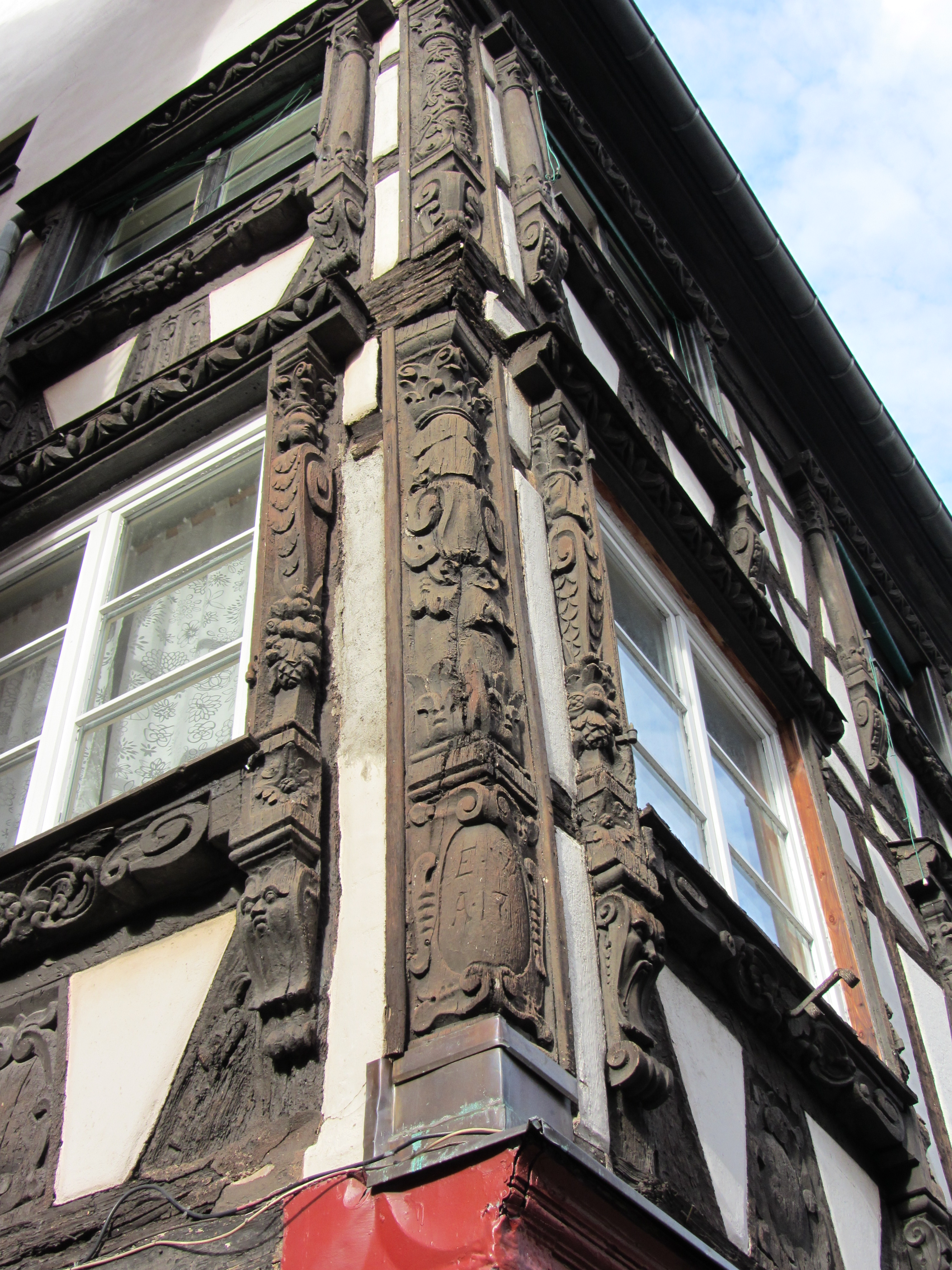
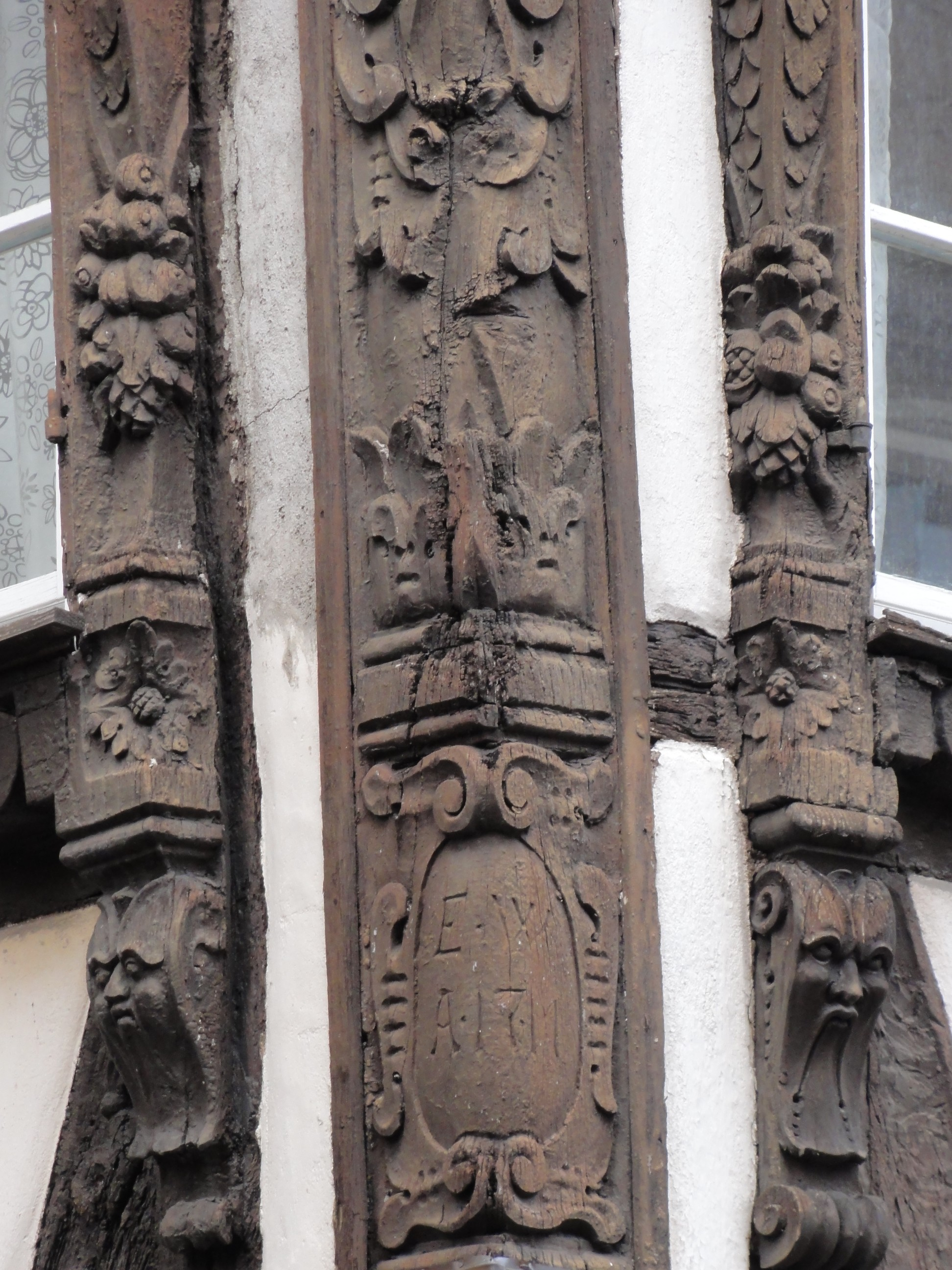
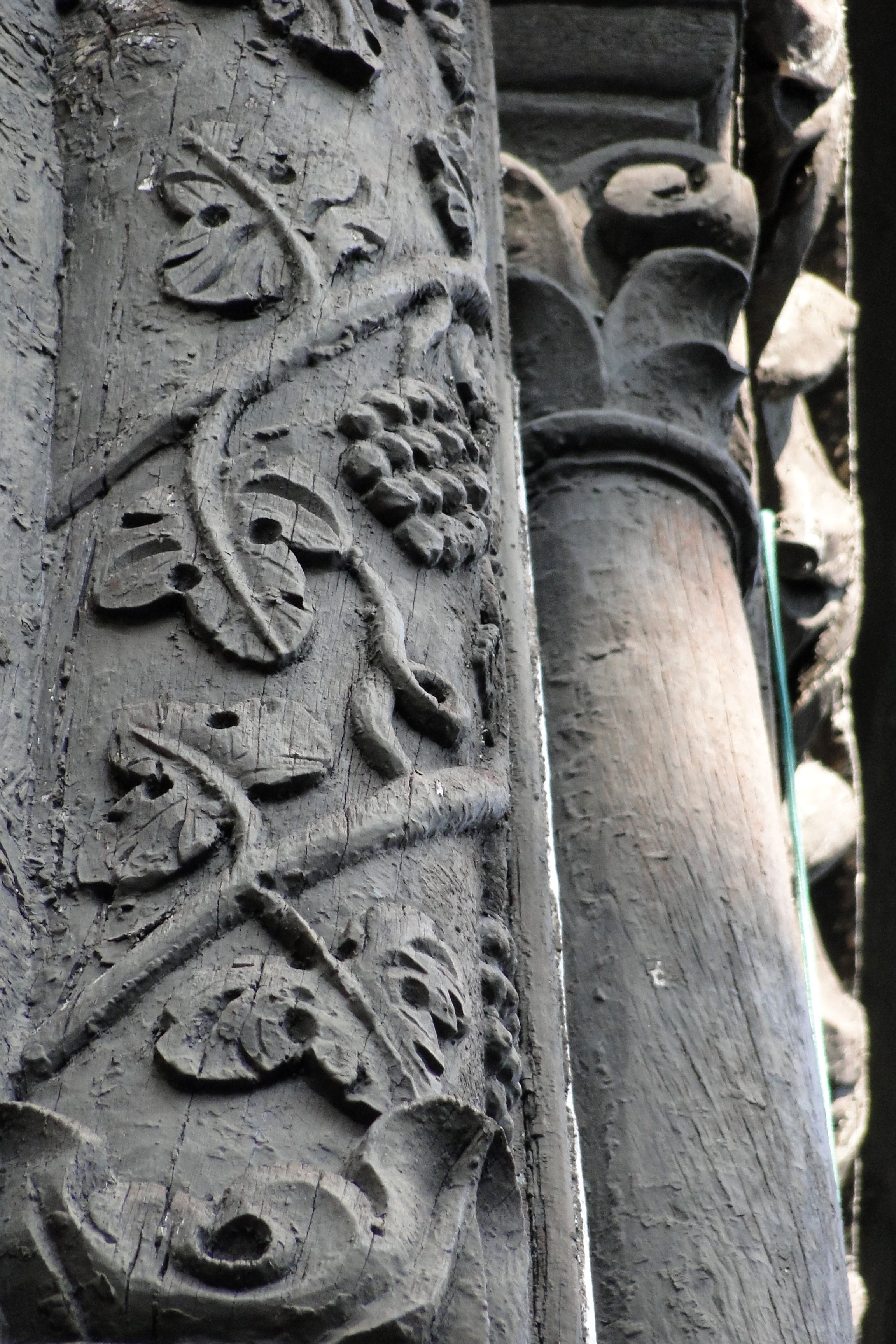

no 5 (ancien no 23)Au XVIIe siècle, la maison comprend un bâtiment avant et un bâtiment arrière, des caves voûtées et un puits commun avec un voisin. Jusqu'en 1692, le jardin qui la sépare de la place Saint-Étienne fait partie de la maison, à l’emplacement de l’actuel no 1 de la rue des Pucelles.
Fondées par François Haerter en 1842, les Diaconesses s'établissent la même année dans cette maison, bientôt trop exiguë, qu'elles quittent deux ans plus tard pour s'installer dans la rue Sainte-Élisabeth.
En 1891, le rez-de-chaussée est transformé : le portail devient une porte et les fenêtres prennent leur aspect actuel. La maison abrite un hôtel meublé jusqu'à la création de 24 studios en 1974.

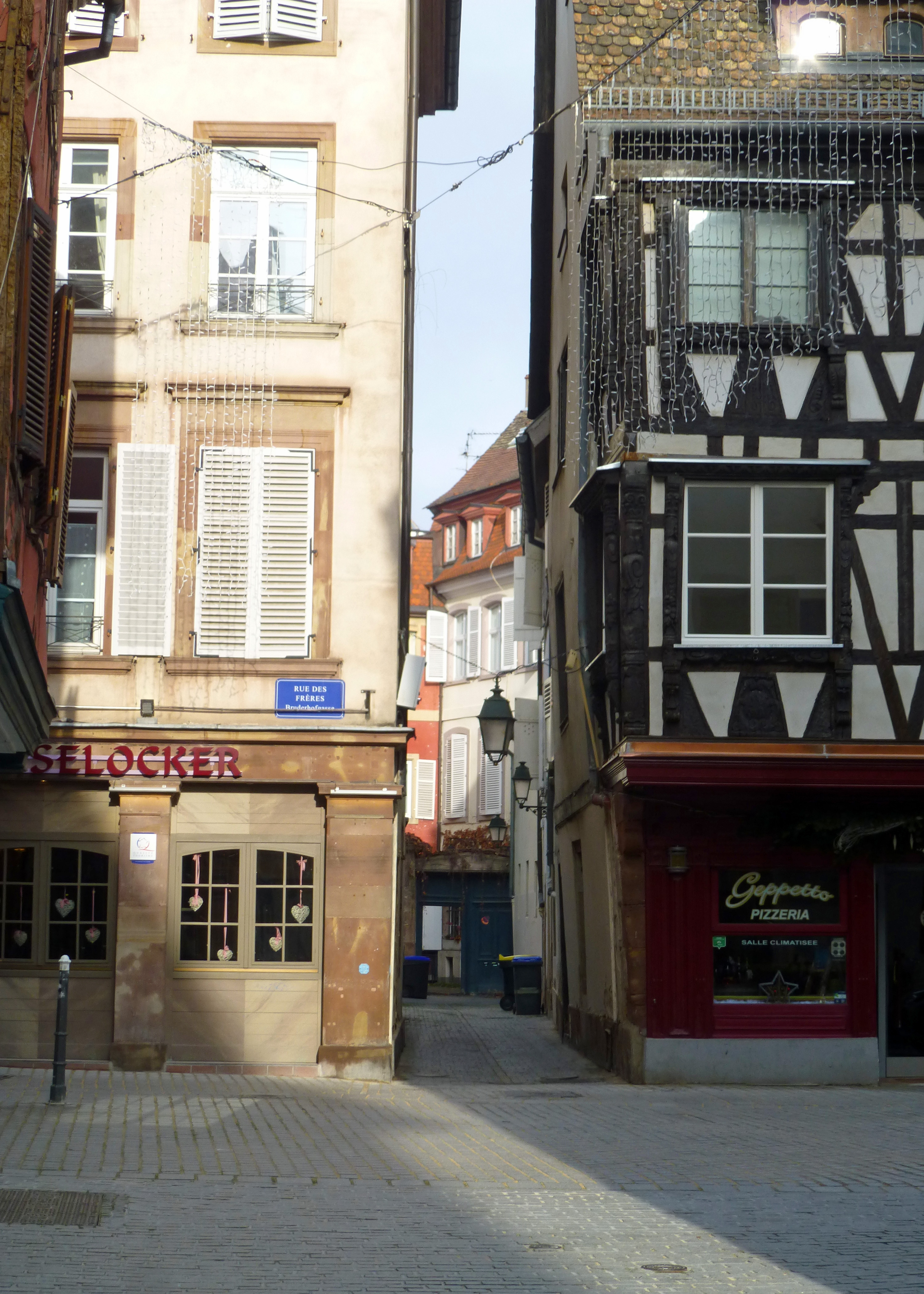
Accès depuis la rue des Frères (no 2).
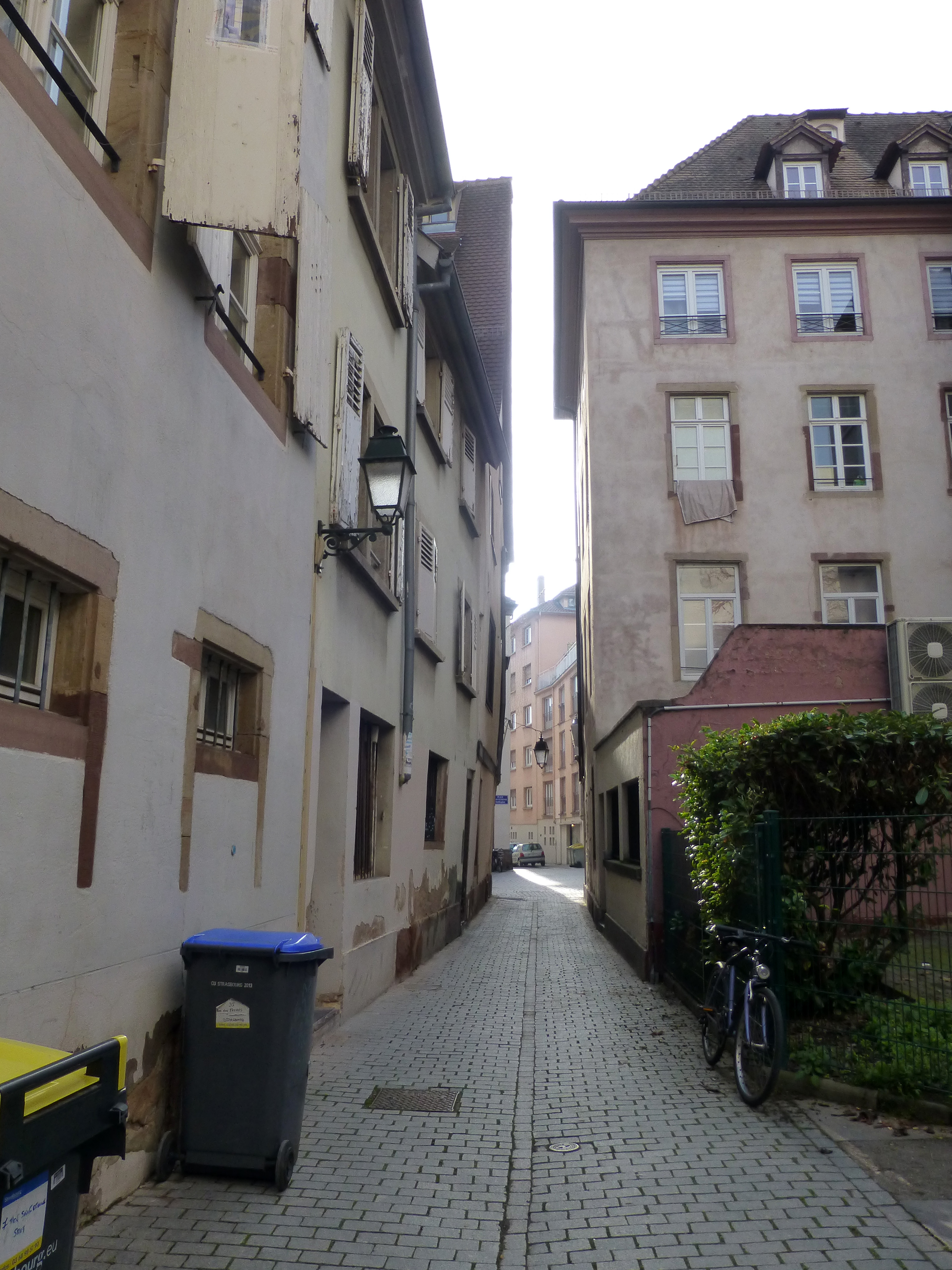
Rue du Ciel, côté rue des Frères.
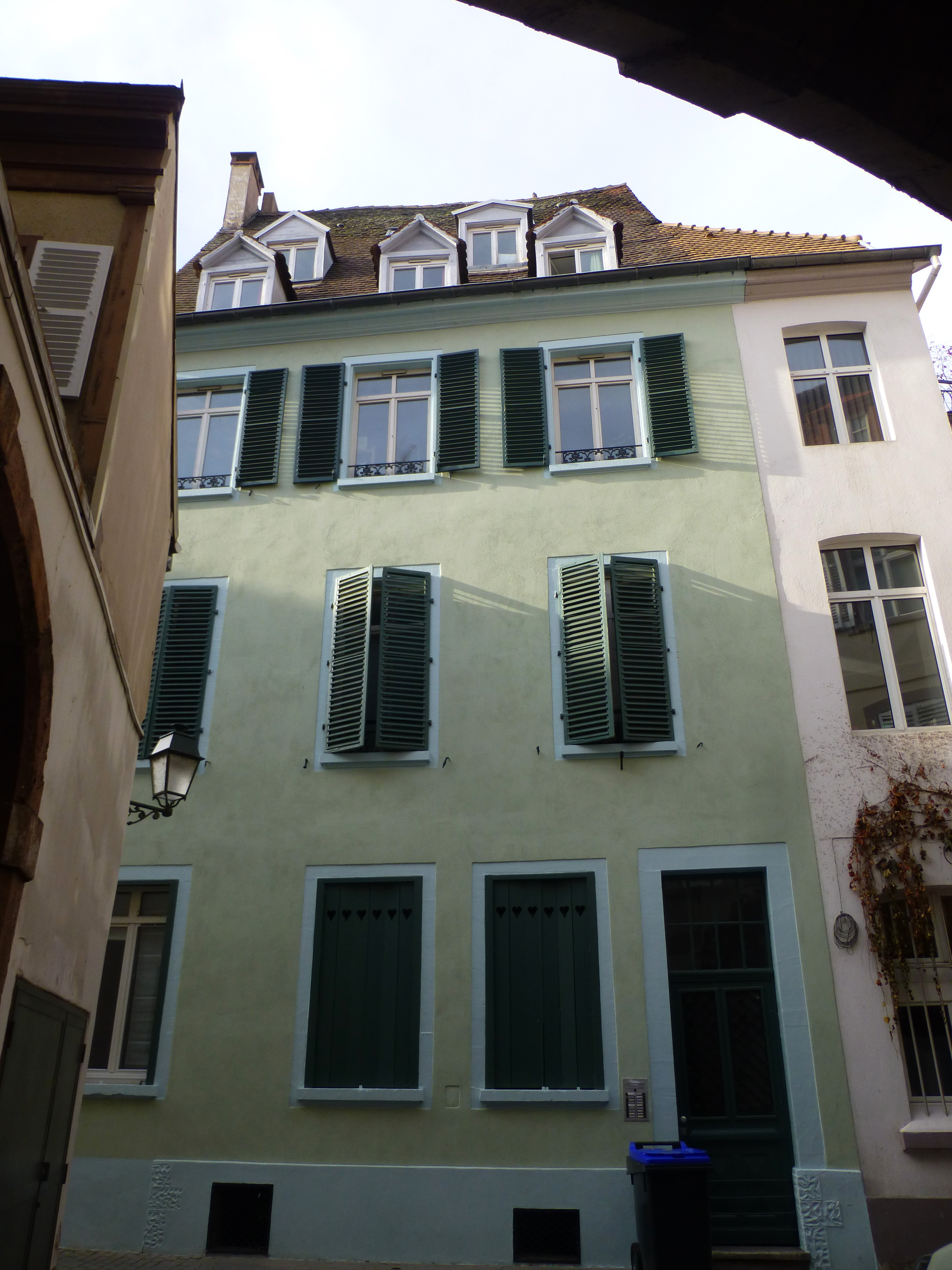
no 5 dans l'angle.
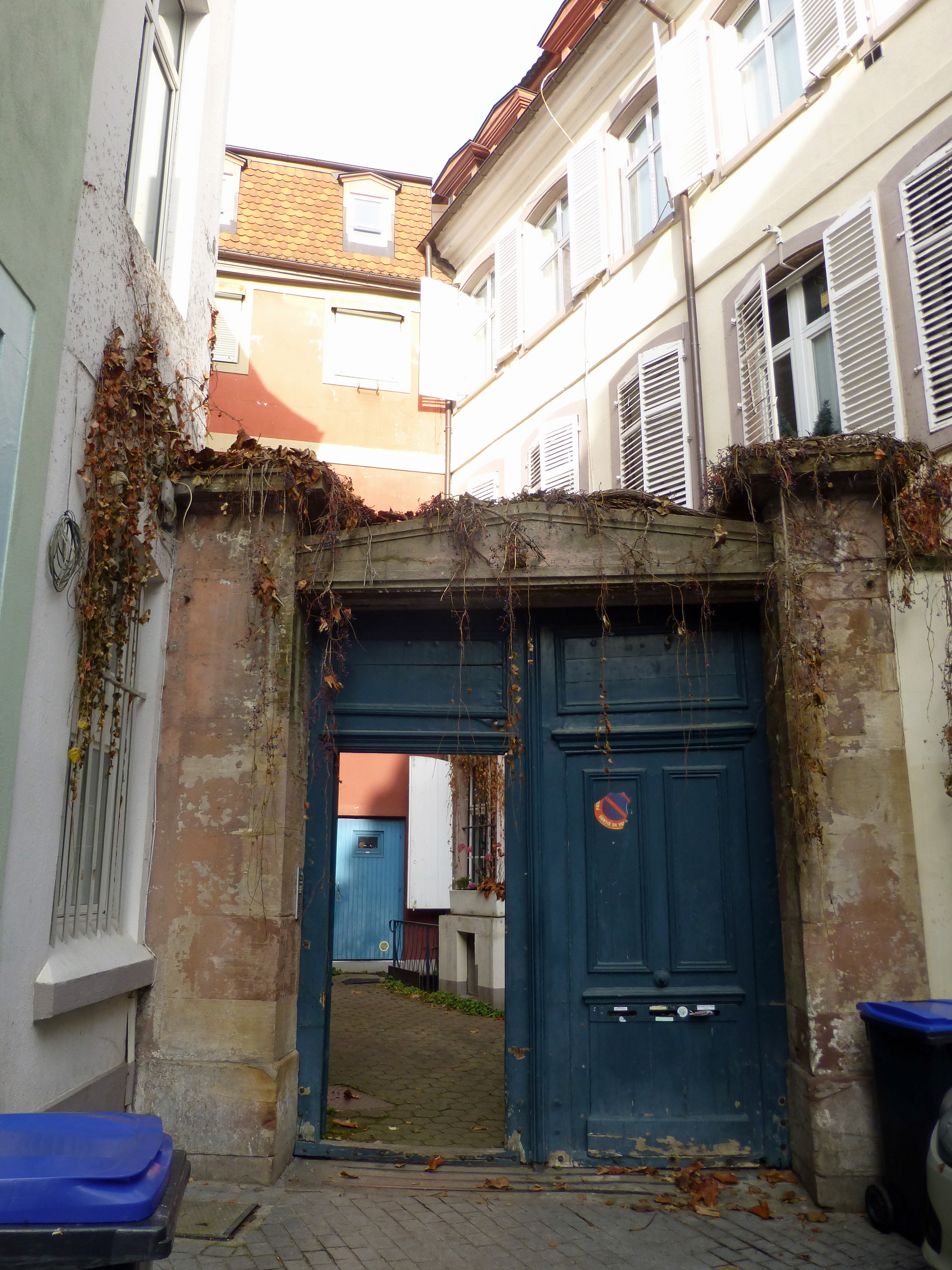
no 7 au fond du cul-de-sac.
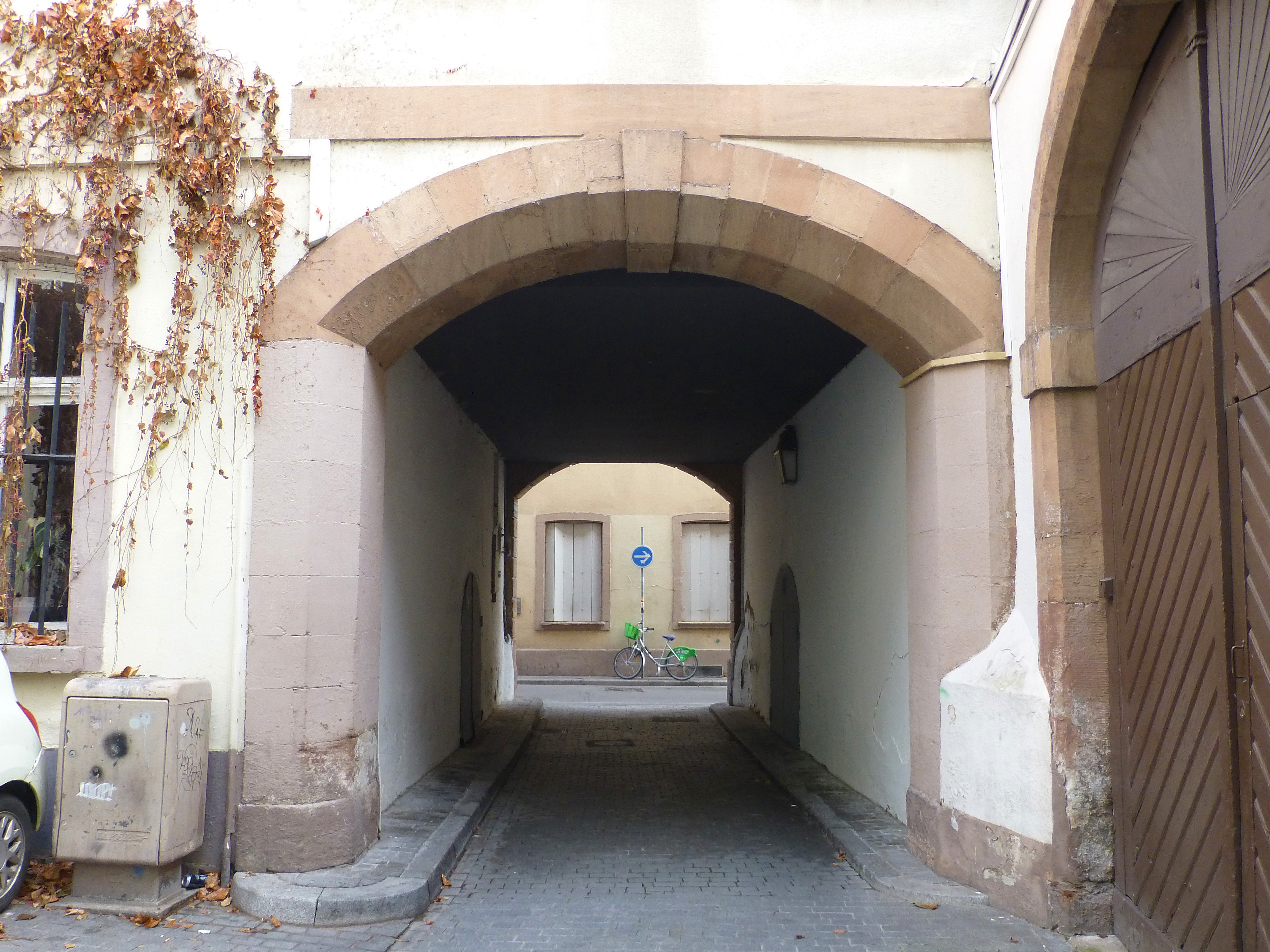
Entrée du passage.
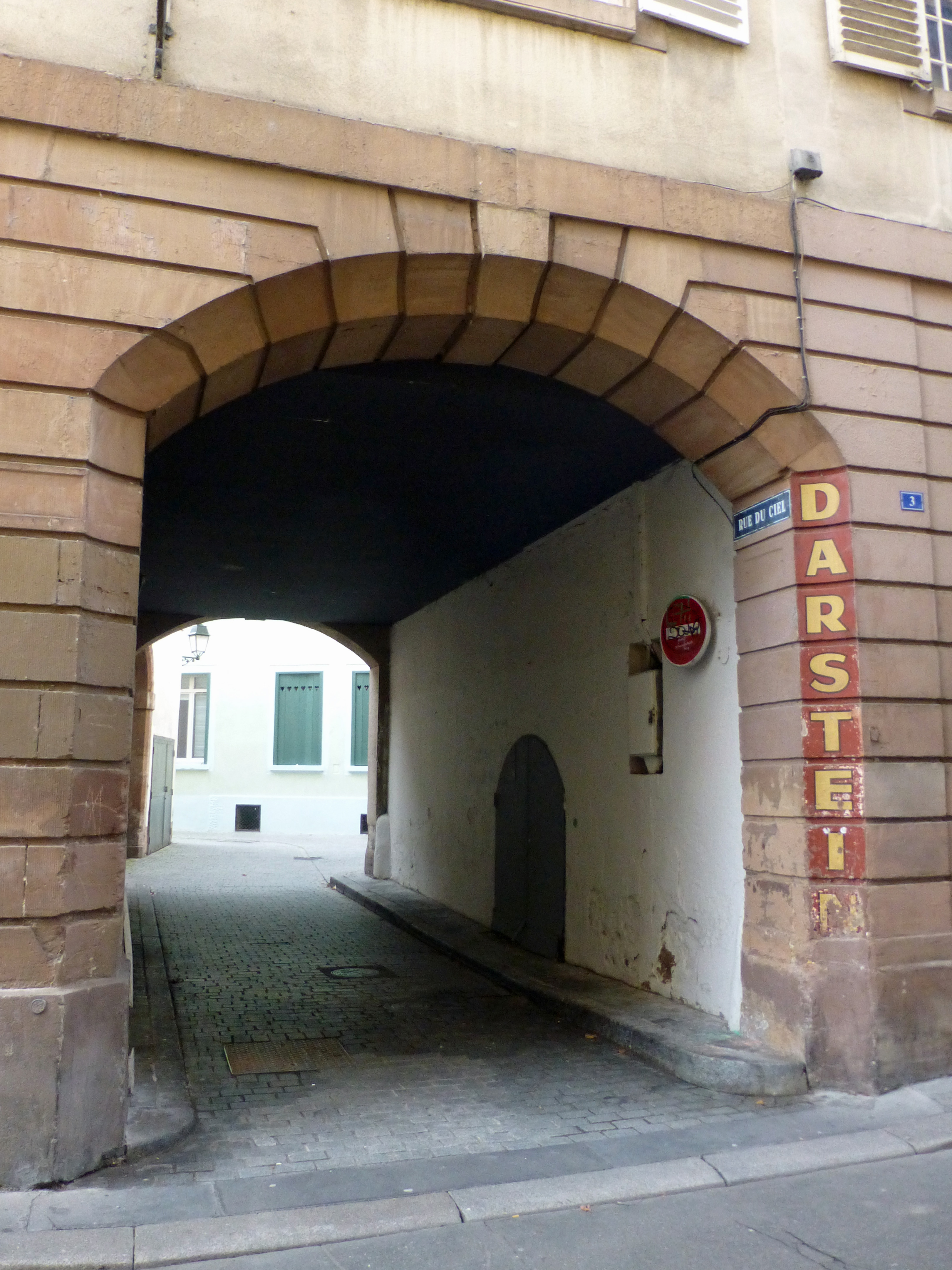
Débouché sur la rue des Pucelles